# هبة توفيق
هبة توفيق، ممثلة مصرية .

## عن حياتها
له العديد من الأعمال التلفزيونية . منها المسلسلات وبرامج الفوازير .

## من أعمالها

### المسلسلات
- أحلام شهرزاد
- الإمام الغزالي
- المنادي
- أيامنا
- إمام الدعاة
- أمانة يا ليل
- امرأة من زمن الحب

### الأفلام
- الأجندة الحمراء
- فيلم ثقافي

### سهرات تلفزيونية
- الأقنعة

### الإذاعة
- العهد

### سيت كوم
- سلطة بلدي

### الفوازير
- عمو فؤاد مصر أم الدنيا قناة فضائية

## روابط خارجية
- هبة توفيق على موقع الدهليز
- هبة توفيق على موقع قاعدة بيانات الأفلام العربية